# Desnudo azul (recuerdo de Biskra)
Desnudo azul (recuerdo de Biskra) (en francés: «Nu bleu, Souvenir de Biskra») es un óleo sobre lienzo de principios de 1907 de Henri Matisse, se encuentra en el Museo de Arte de Baltimore como parte de la Colección Cone. 

## Historia
Matisse pintó el desnudo cuando se rompió una escultura en la que estaba trabajando. Más tarde terminó la escultura, titulada Desnudo recostado I (Aurora).
Matisse sorprendió al público francés en la Société des Artistes Indépendants de 1907 cuando expuso Desnudo azul (recuerdo de Biskra).  Desnudo azul fue una de las pinturas que más tarde crearía sensación internacional en el  Armory Show de 1913 en Nueva York. 
La pintura, que puede clasificarse como fauvista, fue controvertida; fue duramente criticado en 1913 en el Armory Show de Chicago, a donde había viajado desde Nueva York. En 1907, la pintura tuvo un fuerte efecto en Georges Braque y Pablo Picasso, motivando parcialmente a Picasso a crear Las señoritas de Avignon. 